# أنطوان ويلسون
أنطوان ويلسون (بالإنجليزية: Antoine Wilson)‏ هو كاتب أمريكي، ولد في 1971 في مونتريال في كندا.